# Курисы
Курисы — дворянский род греческого происхождения. 

## Происхождение и история рода

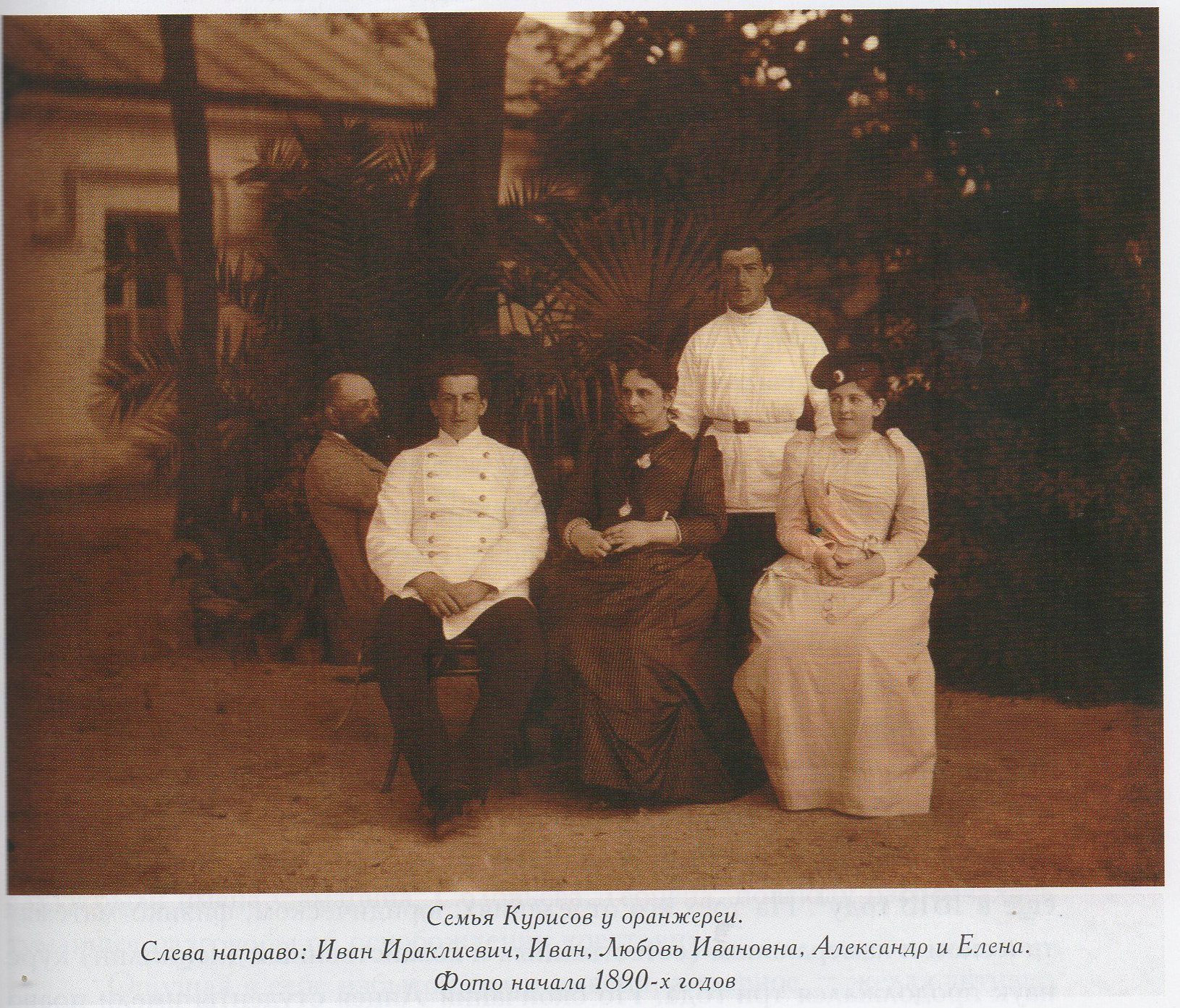
Семья Курисов: Иван Ираклиевич, Иван, Любовь Ивановна, Александр и Елена

Основатель рода - Онуфрий Андреевич Курис обосновался в Нежине при царе Алексее Михайловиче, до 1782 года служил сотенным городовым атаманом Полтавского полка.  Он имел двух сыновей, генерал-лейтенанта Михаила и Ивана Онуфриевичей, служившего волынским губернатором.
После выхода в отставку Иван Курис поселился в Одессе и посвятил себя обустройству поместья «Курисово-Покровское», которое оставалось во владении его прямых потомков по мужской линии до самой Октябрьской революции.
Определением Правительствующего Сената от 30 октября 1847 года Иван Ираклиевич Курис, по пожалованному отцу его, майору Ираклию Ивановичу Курис (сыну Ивана Онуфриевича) в 1821 году чину корнета, признан в потомственном дворянстве с правом на внесение во вторую часть дворянской родословной книги.

## Описание герба
В золотом щите червленый лев стоит на чёрной зубчатой крепостной стене и держит в правой лапе зелёную миртовую ветвь.
На щите дворянский коронованный шлем. Нашлемник: рука вверх, в серебряных латах держит зелёную миртовую ветвь. Намёт на щите справа — червленый с золотом, слева — чёрный с золотом. Девиз: «ДА БУДЕТ ПРАВДА» червлеными буквами на золотой ленте.